# Amydria taracta
Amydria taracta är en fjärilsart som beskrevs av Walsingham 1914. Amydria taracta ingår i släktet Amydria och familjen Acrolophidae. Inga underarter finns listade i Catalogue of Life.